# 片脚上臈

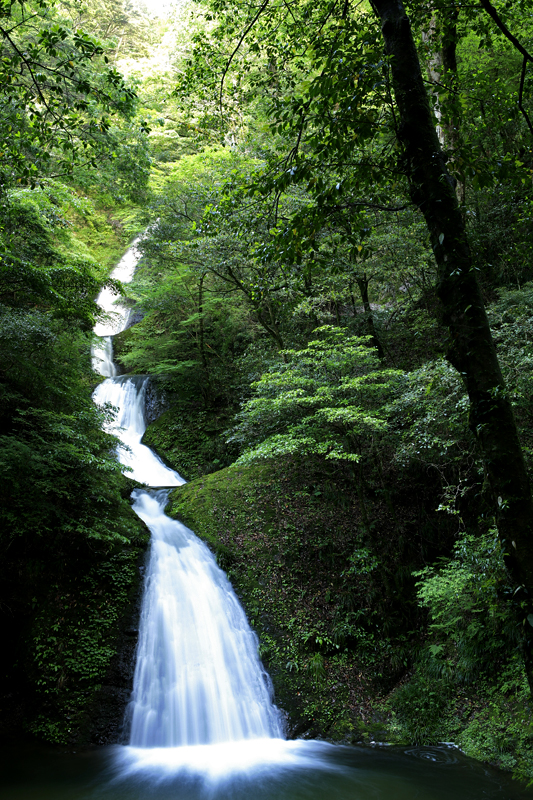
片脚上臈の伝承のある阿寺の七滝

片脚上臈（かたあしじょうろう）は、愛知県八名郡山吉田村（現・新城市）に伝わる妖怪。
姫上﨟ともいう。栃の窪という地からハダナシ山という山にかけて現れるという、美しい上臈姿の片脚の妖怪。紙製の鼻緒の草履を履いた者がいると、その片方を奪うという。山吉田村の阿寺には栃の窪を水源とする阿寺の七滝という滝があり、そこには不妊の女性に子宝の霊験のある子抱き石という石があったが、そこへ行くには紙緒の草履を履いていかなければならないとされ、そのような女性が片方の草履を奪われたという。
また山中で、猟師が獲物を一時的に置いて水を飲みに行ったときなど、その隙に獲物を奪い取るともいい、獲物から離れなければならないときなどに、猟銃と山刀を十字に組んでおくか、袢纏をかけておくと、片脚上臈の怪異を避けるまじないになるという。
獲物を奪うのは山男の仕業ともいわれるが、実際には山犬の仕業との説もある。